# La voce del fuoco (Alan Moore)
La voce del fuoco è un romanzo di Alan Moore del 1996, con introduzione di Neil Gaiman.
L'autore ricostruisce una "storia" della città di Northampton e dei suoi dintorni, facendola narrare in prima persona da diversi protagonisti che si sviluppano nel corso di millenni. Partendo dal 4000 a.C., servendosi della voce di un ragazzino primitivo, e per di più anche affetto da deficit mentale, passa poi a periodi storici successivi con altre voci narranti (tra cui: un ispettore dell'Impero romano, un cavaliere tornato dalle crociate, una strega e una testa mozzata), e arriva fino al 1995, nell'ultimo capitolo dove è l'autore stesso a parlare, sottolineando come la serie infinita di leggende e semi-realtà portino fino al tempo e al luogo in cui si trova.
Si incontrano temi ricorrenti carichi di simbolismo e, spesso, di brutalità: teste e gambe staccate dal corpo, cani-diavolo (folkloristici shagfoal) e reiterati riferimenti al "mondo sotterraneo", percepito sia come immaginario che fisico; quasi tutte le storie hanno come epilogo la morte del protagonista, sempre voce narrante in prima persona. Motivo ricorrente è il fuoco, presente nei miti e nelle festività che cambiano nel tempo (il sacrificio umano diventa prima un sacrificio animale, poi una festa con fuochi d'artificio), ma che sembrano connesse le une con le altre, risalendo al delitto compiuto nel primo racconto. I luoghi storici dell'attuale Northampton sembrano così caricarsi del peso, della memoria e dell'energia generata da fatti tragici del passato, analizzati da Moore in una attenta ricerca storica e romanzati in modo da collegarli gli uni con gli altri.
Ogni capitolo è quindi ambientato in un momento diverso del tempo, procedendo dalla preistoria al XX secolo, e lo stile narrativo vi si adegua, ricalcando un linguaggio tipico di ogni momento storico narrato.
L'edizione italiana del romanzo, del 2006, è a cura delle Edizioni BD di Milano.

## Capitoli
| N° | Capitolo                              | Anno      |
| -- | ------------------------------------- | --------- |
| 1  | Il Maiale di Mage                     | 4000 A.C. |
| 2  | I Campi di Cremazione                 | 2500 A.C. |
| 3  | Le Terre degli Annegati               | 45 D.C.   |
| 4  | La Testa di Dioclenziano              | 290 D.C.  |
| 5  | Santi di Novembre                     | 1064 D.C. |
| 6  | Il Nascondiglio di Dio                | 1100 D.C. |
| 7  | Confessioni di una maschera           | 1607 D.C. |
| 8  | La Lingua degli Angeli                | 1618 D.C. |
| 9  | Complici nel Rammendo                 | 1705 D.C. |
| 10 | Il Pallido Contorno del Sole sul Muro | 1841 D.C. |
| 11 | Io Porto i Reggicalze                 | 1931 D.C. |
| 12 | L'Uscita Antinferno di Philipps       | 1995 D.C. |

## Edizioni
- Alan Moore, La voce del fuoco, Edizioni BD, 2006, ISBN 9788889574713.
- Alan Moore, La voce del fuoco, Mondadori, 2021, ISBN 9788834920008.